# O Crime do Padre Amaro
O Crime do Padre Amaro (Portugiesisch für: Das Verbrechen des Paters Amaro) ist ein Filmdrama des portugiesischen Regisseurs Carlos Coelho da Silva aus dem Jahr 2005.
Der Film ist eine freie Verfilmung des Romans „Das Verbrechen des Paters Amaro“ des portugiesischen Schriftstellers José Maria Eça de Queiroz aus dem Jahr 1875, die an das Jahr 2005 adaptiert wurde.
In einer etwas längeren Version kam der Film auch als vierteilige Fernsehserie heraus und wurde ab dem 29. April 2006 beim Fernsehsender SIC ausgestrahlt. Der Sender, dessen Programmdirektor Regisseur Coelho da Silva auch ist, hatte den Film mitproduziert.

## Handlung
Der junge Priester Amaro, frisch vom Priesterseminar, tritt seine erste Stelle in einem sozialen Brennpunkt-Viertel der Hauptstadt Lissabons an. Sein Protegé, der konservative Stiftsherr Dias, ist Priester in einem benachbarten, wohlhabenden Viertel und vermittelt Amaro ein Gästezimmer im Haus der gottesfürchtigen Joaneira. und bezieht sein Gästezimmer. Im Haushalt lebt auch Amélia, die attraktive Tochter Joaneiras.
Amaro muss sich nun mit den sozialen Problemen im Viertel auseinandersetzen, wo junge Menschen keine Zukunft sehen, sich der Hip-Hop-Straßenkultur widmen und sich häufig als Kleinkriminelle betätigen.
Doch mehr noch als die sozialen Probleme des Viertels quält Amaro bald die Freundschaft zu Amélia, die sich im Laufe der Tage von zunehmender Zuneigung zu unbändigem gegenseitigen Verlangen entwickelt. Das Keuschheitsgebot Amaros und die Verlobung Amélias machen ihre Verbindung unmöglich, zudem quält Amélia ein geheimnisvolles Trauma.
Mit seiner freundlichen und verbindlichen Art gelingt es Amaro gegen die sozialen Widrigkeiten, das Vertrauen und die Zuneigung der Menschen im Viertel zu erlangen. Und bald geben sich Amaro und Amélia auch ihrem gegenseitigen Verlangen hin und sie haben ein Verhältnis.
Nun aber zeigt sich die dunkle Seite dieser Beziehung: während Amélia rettungslos in Amaro verliebt ist und sich eine glückliche Zukunft mit ihm erträumt, ist dieser lediglich von körperlicher Begierde getrieben und benutzt die schöne und sinnliche Amélia nur.
Sie erkennt zu spät, dass sie sich in den falschen Mann verliebt hat und nicht seine Eigenschaft als Priester, sondern seine Heuchelei zwischen ihrem Glück steht.
Angesichts ihrer verzweifelten Lage sieht sie schließlich keinen Ausweg und bringt sich um. Amaro bleibt derweil Priester und versteckt weiter seinen eigentlichen Charakter und seine tatsächlichen Neigungen vor dem Umfeld.

## Produktion und Rezeption
Die Dreharbeiten fanden zwischen 13. Juni 2005 und 6. August 2005 überwiegend in Lissabon statt. Der Film wurde von der Produktionsgesellschaft Utopia Filmes und dem Fernsehsender SIC produziert, Sponsor war die Verbraucherbank Cofidis.
Als Filmmusik sind ganz überwiegend Lieder des portugiesischen Hip-Hop-Musikers Sam The Kid zu hören, der im Film auch selbst als MC auftritt und die Lieder vorträgt.
Der Film wurde in einer Gala-Vorpremiere am 20. Oktober 2005 im großen Auditorium des Centro Cultural de Belém in Lissabon vorgestellt und kam am 27. Oktober 2005 in die portugiesischen Kinos. Mit 380.671 Zuschauern wurde er ein großer Publikumserfolg und gilt damit als einer der erfolgreichsten Filme der jüngeren Geschichte des portugiesischen Kinos. Maßgeblich dazu beigetragen hat die prominente Besetzung. Insbesondere die erotischen Szenen des Topmodels Soraia Chaves in der weiblichen Hauptrolle sind zu nennen. In ihrer ersten Kinorolle überzeugte sie hier auch schauspielerisch, und sie drehte danach weitere Filme.
O Crime do Padre Amaro erschien 2006 bei Lusomundo als DVD.